# Ворот-Онгой
Ворот-Онгой (бур. Бартаа Онгой) — деревня в Нукутском районе Усть-Ордынского Бурятского округа Иркутской области. Входит в муниципальное образование «Нукуты».

## География
Деревня расположено в 19 км от районного центра, на высоте 427 м над уровнем моря, между двух невысоких гор Урда Хада (в переводе с бурятского означает «южная гора») и Хойто Хада («северная гора»).

## Внутреннее деление
Состоит из 8 улиц:
- Гаражная
- Зерноскладская
- Клубная
- Клубный пер.
- Нагорная
- Подгорная
- Центральная
- Школьная

## Происхождение названия
Название происходит от имени родоначальника бурятского рода онгой и русского слова ворота. Бурятское название этого улуса — Бартаа, что означает «ворота». Ранее улус Ворот располагался в 2-х километрах от Онгоя, в центре его располагались ворота, которые каждый проезжающий и проходящий должен был закрывать. Первоначально Ворот и Онгой были разными населёнными пунктами. Сейчас улуса Онгой в его прежнем месте не существует.

## История
Первоначально в улусе Онгой проживали около 17 семей, из них 10 — у подножья Урда Хады, 7 — у подножья Хойто Хады. В 2-х километрах от Онгоя располагался улус Ворот, где жили, в основном представители двух бурятских родов — Булут и Хогой. В 1928 году в населённом пункте Ворот (Вороты) была организована коммуна, однако просуществовала она недолго. В 1930 году был организован колхоз «Красный Ворот-Онгой», куда вошли населённые пункты Ворот и Онгой с центром в Воротах. В скорости после этого была открыта начальная школа. В 1934 году колхоз «Красный Ворот-Онгой» был объединён с колхозом «Октябрь» (д. Ближний Хамхар) под общим названием «Куйбышев». Основной деятельностью жителей было разведение КРС и коневодство. В этот период населённом пункте функционировали народный суд и клуб. В 1944 году в состав колхоза вошла бригада закрывшегося колхоза «Гигант», который находился в исчезнувшем населённом пункте Кулурей, который располагался между населёнными пунктами Шаховская и Маниловская. В июне 1950 года произошло объединение колхоза с колхозами «Путь коммунизма» (ул. Дальний Хамхар) и «Дружба» (с. Нукуты), после чего стал называться «Страна Советов». В 1950-х в состав Ворот-Онгоя вошёл населённый пункт Залман. В апреле 1959 года произошло объединение его с колхозом имени Сталина, объединённый колхоз стал носить имя Сталина до 1962 года, когда он был переименован в колхоз имени 22 партсъезда. В 1969 году колхоз реорганизовали в совхоз «50 лет Октября» с центром в селе Нукуты, который существовал до 1993 года.

## Инфраструктура
В 2016 году в селе был проведён капитальный ремонт дорог, в частности асфальтирование. Большинство жителей заняты в сельском хозяйстве, в частности в животноводстве. В каждом подсобном хозяйстве содержатся около 40 голов лошадей. В далёких перспективах планируется строительство культурно-досугового центра, где будут располагаться клуб, библиотека, спортзал и детский сад.

## Население
| 2002 | 2010 | 2011 | 2012 |
| ---- | ---- | ---- | ---- |
| 425  | ↘412 | ↘411 | ↗432 |